# Heckler & Koch P30
La Heckler & Koch P30 è una pistola semiautomatica prodotta dalla Heckler & Koch a partire dal 2006. Derivata dalla P2000, mantiene gran parte delle caratteristiche del precedente modello.

## Caratteristiche
La pistola P30 è realizzata in acciaio rivestita da polimeri; l'impugnatura è molto curata, con scanalature laterali per una migliore presa; le parti laterali sono inoltre intercambiabili per una completa personalizzazione.
L'arma è dotata di slitta Picatinny, per l'uso di accessori quali torce e mirini laser.

## Varianti
Come la P2000, la Heckler & Koch P30 è realizzata in diverse varianti.
- P30 - Grilletto standard CDA (Combat Defence Action)/LEM (Law Enforcement Modification), con leva di disarmo del cane; forza da applicare al grilletto 20 N
  - P30 V1 - Grilletto standard CDA/LEM, senza leva di disarmo del cane; forza: 20 N
  - P30 V2 - Come la variante V1, ma con forza da applicare di 32,5 N
  - P30 V3 - Grilletto standard ad azione singola e doppia, con leva di disarmo del cane;
  - P30 V4 - Come la variante V1, ma con forza da applicare di 27,5 N
  - P30 V6 - Grilletto esclusivamente ad azione doppia; forza: 39 N
- P30L - Variante adottata dalle forze di polizia norvegesi, con canna e carrello più lunghi, disponibile anch'essa nelle versioni da V1 a V6.